# Hymenophyllum lanceolatum
Hymenophyllum lanceolatum är en hinnbräkenväxtart som beskrevs av William Jackson Hooker och Arn. Hymenophyllum lanceolatum ingår i släktet Hymenophyllum och familjen Hymenophyllaceae. Inga underarter finns listade.